# NWA 6963
Метеорит Northwest Africa 6963, NWA 6963 (с англ. — «Северо-Западная Африка 6963») — один из крупнейших марсианских метеоритов с общей массой обнаруженных частей 8—10 кг, найденный в период 2011—2012 годов в области Гулимин-Эс-Смара Марокко.

## История
Первые части NWA 6963 были найдены марокканским охотником за метеоритами в области Гулимин-Эс-Смара Марокко и проданы, без указания точного места обнаружения, в частную коллекцию AHabibi из Эрфуда в сентябре 2011 года. В течение полугода охотник продолжал самостоятельно собирать части метеорита, пока в мае 2012 года место находки в районе реки Уэд-Туфлит не стало известно сотням других охотников за метеоритами, присоединившихся к поиску и обнаруживших новые фрагменты массой от 100 до 700 г и несколько мелких частей от 3 до 10 г, где общая масса всех найденных частей NWA 6963 оценивается в 8—10 кг.

## Характеристики
NWA 6963 состоит из 60 % пироксена (25 ± 5 % авгита и 40 ± 5 % пижонита; зёрна размером от 200 мкм до >1 мм), 35 % маскелинита (домены размером от 50 мкм до >1 мм), 2 % ульвёшпинели, 2 % карманов расплава с кремнеземом, некоторого количества мерриллита, следов пирротина и хлорапатита. Метеориту присущи минимальное выветривание, высокая степень ударопрочности за счёт полного превращения плагиоклаза в маскелинит.
Изучение профилей зонирования пироксена в NWA 6963 дало новую информацию о магматических условиях, интрузивных магматических процессах под поверхностью Марса в период формирования метеорита.